# 玉島市警察
玉島市警察（たましましけいさつ）は、かつて存在した岡山県玉島市（現倉敷市）の自治体警察である。

## 概要
従来の岡山県警察部が解体され、1952年（昭和27年）1月1日に玉島市警察署が設置された。
1954年（昭和29年）に新警察法が公布された。これにより国家地方警察と自治体警察が廃止され、新たに都道府県警察として岡山県警察が発足。玉島市警察も岡山県警察に統合され、姿を消した。